# El Bonillo
El Bonillo es un municipio español situado al sureste de la península ibérica, en la provincia de Albacete, dentro de la comunidad autónoma de Castilla-La Mancha, ubicado en La Mancha, al norte de la comarca del Campo de Montiel, a una distancia de 69 km de la capital provincial. En 2020 contaba con 2723 habitantes, según los datos oficiales del INE. Formalmente incluye la pedanía de Sotuélamos, aunque en la actualidad se encuentra prácticamente abandonada y no hay habitantes censados en ella. 

## Geografía
Integrado en la comarca Sierra de Alcaraz y Campo de Montiel, se sitúa a 68 kilómetros de la capital provincial. El término municipal está atravesado por la carretera nacional N-430, entre los pK 437 y 451, por las carreteras autonómicas CM-400, que se dirige hacia Tomelloso, y CM-3133, que conecta con Munera y El Ballestero, y por carreteras locales que permiten la comunicación con Socuéllamos, Lezuza, Viveros y Ossa de Montiel.  
Limita al norte con los municipios de Villarrobledo y Munera, al este con el de Lezuza, al sur con los de Alcaraz, Robledo (un pequeño pico, casi no hay contacto), El Ballestero, Viveros, de nuevo con Alcaraz, y al oeste con los de Villahermosa y Ossa de Montiel.
| Noroeste: Villarrobledo                                                      | Norte: Villarrobledo                  | Noreste: Munera                      |
| Oeste: Ossa de Montiel                                                       |                                       | Este: Lezuza                         |
| Suroeste: Villahermosa (Ciudad Real) y Villanueva de la Fuente (Ciudad Real) | Sur: Alcaraz, Viveros y El Ballestero | Sureste: Alcaraz (exclave) y Robledo |

### Clima
Se caracteriza fundamentalmente por inviernos fríos, con medias invernales muy bajas, registrándose temperaturas por debajo de 0 °C. Son frecuentes las nevadas a lo largo del período invernal. Sus veranos suelen ser calurosos y secos, en los que se superan ampliamente los 30 °C. Con una pluviosidad no demasiado acusada se registran aproximadamente 400-600 mm de media anual. 
Otra de las particularidades climatológicas es la gran presencia que el viento tiene en la localidad, no en vano han sido instalados varios parques eólicos dentro de su término.

## Entorno ambiental

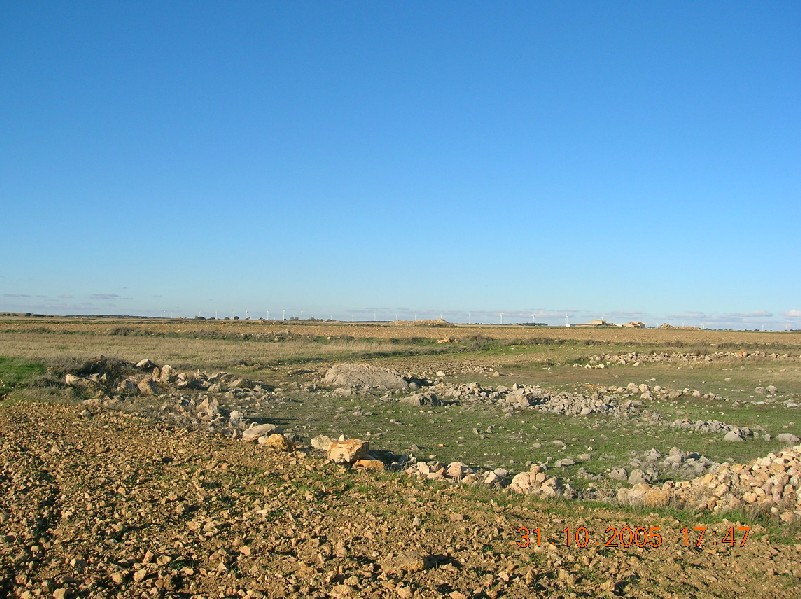
Paisaje de los navajos pedregosos del complejo torcal de El Bonillo

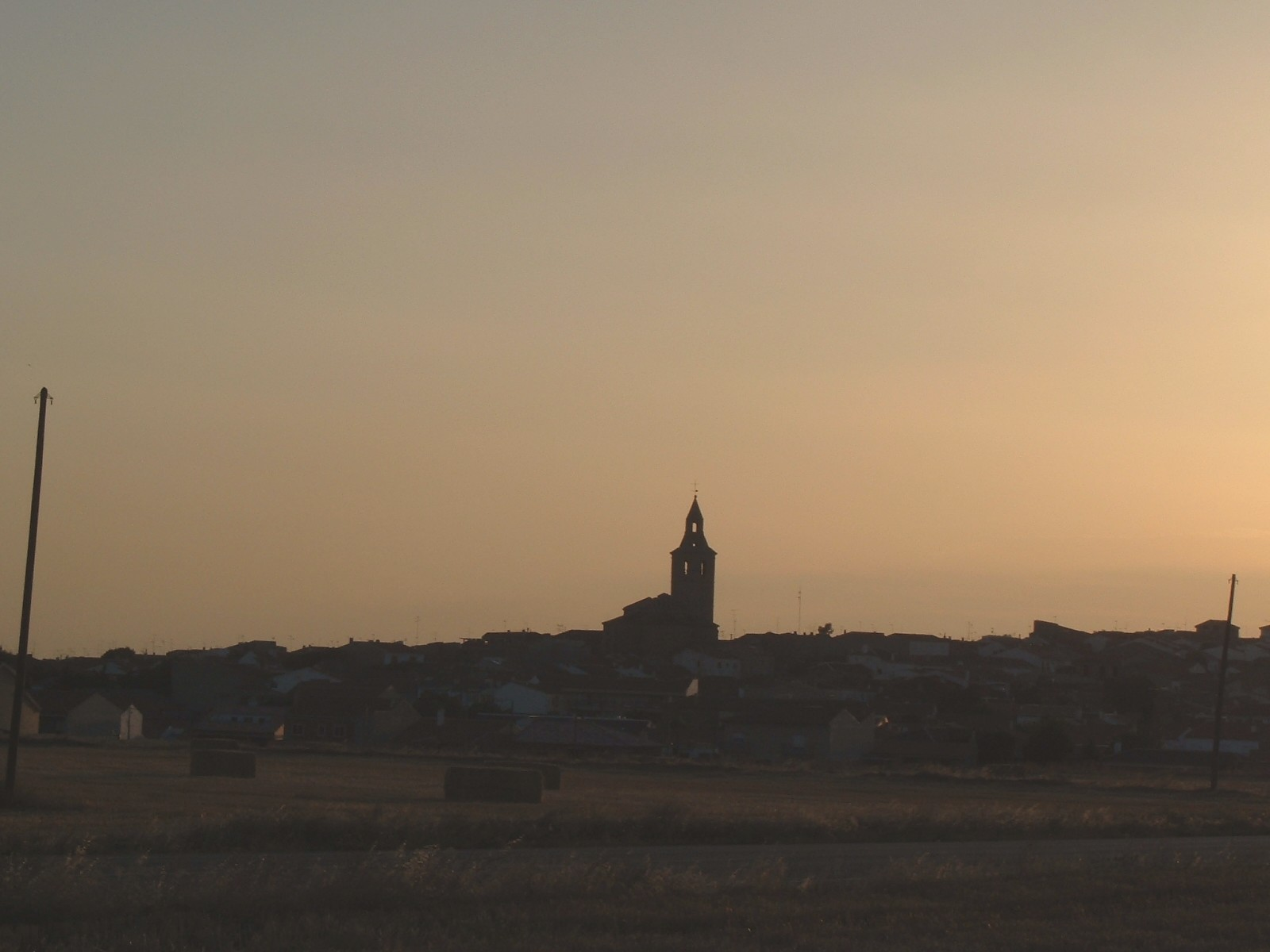
El Bonillo al anochecer

El municipio de El Bonillo se sitúa entre cabeceras fluviales, justo en la divisoria hidrográfica de las cuencas de los ríos Guadiana (Guadiana Alto), y del río Lezuza (afluente libre hacia el Júcar). En él se sitúa la segunda cumbre más alta del Campo de Montiel, Los Barreros, de 1.102 m s. n. m., que es el sector de la recarga principal del sistema acuífero 24, y donde se sitúan los nacimientos de algunos de los ríos esteparios montieleños y de la alta llanura, como el Córcoles, o el citado Lezuza; pero también como zona principal donde se originan las primeras fuentes de cabecera del Guadiana Alto, más arriba de las mismas Lagunas de Ruidera, como el arroyo Alarconcillo, el cual aporta las primeras aguas a estas en los periodos lluviosos. El río de Pinilla también discurre por el sureste, entre Alcaraz y Villahermosa, para desaguar en la Laguna Blanca, ya en Villahermosa. 
Hacia la zona oriental, próximos al límite con el término municipal de Lezuza, se ubican una veintena de pequeños navajos o esteros, algunos de más de 50 ha, que componen un único complejo torcal ligado a un mismo origen por hundimientos de disolución del zócalo calizo-dolomítico, tipo dolinas de Karst, que reciben ciertos nombres topográficos como: Laguna de Navalcudia (que da el nombre genérico al complejo), Navajoluengo, Nava Redonda, Los Melchores, Navajo Guijoso, etc.
La altitud oscila entre los 1102 metros (Los Barreros) y los 850 metros a orillas del río Córcoles. El pueblo se alza a 1060 metros sobre el nivel del mar. 

## Historia
En 1212 tiene lugar la batalla de Las Navas de Tolosa, y tras esta victoria cristiana, el rey castellano Alfonso VIII se dirige a la fortaleza de Alcaraz, y tras un azaroso asedio, conquista la plaza y entra en ella el 23 de mayo de 1213. Establece en todo el territorio conquistado un extenso alfoz, que coincide con todo el oeste y el sur de la actual provincia de Albacete, dotándolo de un fuero, basado en el de Cuenca y que incardina en él a El Bonillo, repoblando su territorio con colonos castellanos traídos por la Corona.
La tradición popular afirma que el término municipal, en época medieval, estaba compuesto por infinidad de núcleos poblacionales (como demuestran los restos de iglesias y ermitas) distando poco entre sí (ermita de Pinilla, ermita de -hoy Sotuélamos-, iglesia gótica en Cerro Bueno -la actual iglesia de Santa Catalina-, ermita de la Magdalena, Santa Ana, convento de los agustinos, ermita de San Roque, ermita de la Pura), aunque los más importantes eran la aldea de Sotuélamos (Soto de Álamos), San Miguel de Susaña y Santa Catalina (cerca de las Salinas de Pinilla). Estas, a caballo entre los siglos XII y XIII, se unieron en Cerro Bueno formando lo que hoy es El Bonillo, en el sitio donde se encontraba una pequeña iglesia de estilo gótico.
La explicación del proceso parece confirmada arqueológica e históricamente. Sin embargo, los topónimos trasmitidos no tienen ninguna confirmación etimológica y apenas sentido. Lo más plausible es que Sotuélamos y El Bonillo, procedan de términos latinos trasmitidos y deformados a través del árabe y el mozárabe, y que los pretendidos Soto de Álamos y Cerro Bueno, no sean más que explicaciones populares a posteriori sin fundamento.

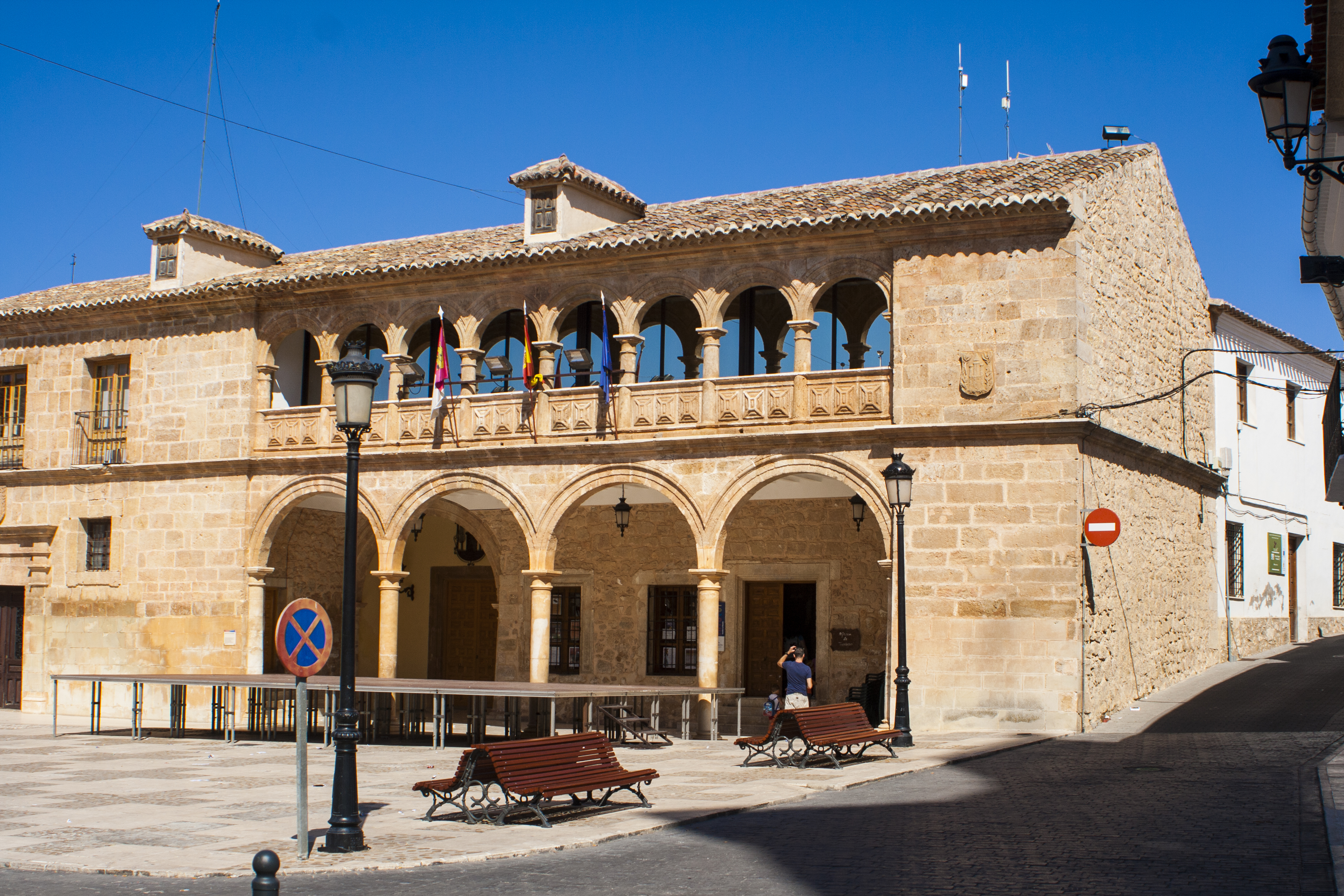
Casa consistorial de El Bonillo.

Se dice que la unión tuvo lugar porque estos tres núcleos de población se hallaban situados en vaguadas que, en época de lluvias, eran de fácil inundación y porque en El Bonillo había mucha caza y buenas tierras. Poco después, en 1538 se le concede la segregación del  Alfoz de Alcaraz.
De estas tres aldeas originales se conserva:
- Sotuélamos: la ermita y la propia aldea, que actualmente se sigue utilizando, y donde hasta hace pocos años había un núcleo permanente de población, siendo pedanía de El Bonillo. En esta pedanía construyó su casa palaciega, y donde descansan sus restos mortales, don Alberto Bosch y Fustegueras, alcalde de Madrid, Ministro de Fomento y diputado por la provincia de Albacete en 1843.

- Complejo Lagunar de Navalcudia-Susana: se compone de varias lagunas endorreicas que aparecen en épocas de importantes lluvias y a las que acuden aves migratorias.

- San Miguel de Susaña: data de la época romana y se conservan las ruinas de una antigua posada actualmente conocida como Casa Redonda (el nombre hace referencia a su especial construcción) y vestigios de una calzada romana que iba desde la antigua Libisosa (hoy Lezuza) hasta Laminio (Alhambra). Todavía se conservan la espadaña de la iglesia y el cementerio, aunque este último en terrenos de propiedad privada. En los terrenos cercanos a la aldea los labradores habían encontrado recipientes de cerámica y monedas romanas. En las proximidades se ha instalado un mirador de aves esteparias ya que toda la zona está declarada como zona de especial protección de aves (ZEPA).

- Santa Catalina: era una aldea sujeta al convento de los Templarios, de estilo románico, habitado por los caballeros de la Orden del Temple. Se conservan las pinturas en el artesonado, tapado por las bóvedas (entre el tejado y estas). Santa Catalina estaba cerca de las Salinas de Pinilla, que son de remotísima antigüedad. Parece ser que los romanos las aprovechaban y prueba de ello son los restos de un campamento romano descubierto en las inmediaciones de las lagunas, llamadas de las Salinas. Pasaron a ser en 1620 propiedad real, llamándoselas El Real Saladero de Pinilla. Con la desamortización de Mendizábal pasaron a manos privadas.

Formado el pueblo, absorbiendo a la población circundante, El Bonillo formaba parte de la jurisdicción de Alcaraz.
En marzo de 1475 Alcaraz se rebela contra el marqués de Villena, poniéndose de parte de los Reyes Católicos; los habitantes de El Bonillo también se alzaron en armas y solicitaron la ayuda del concejo alcaraceño. Estos enviaron sus tropas que, engrosadas con las reclutadas en El Bonillo, se pusieron en marcha para liberar al pueblo de Munera del dominio del marqués, dando así inicio a la guerra de sucesión castellana.

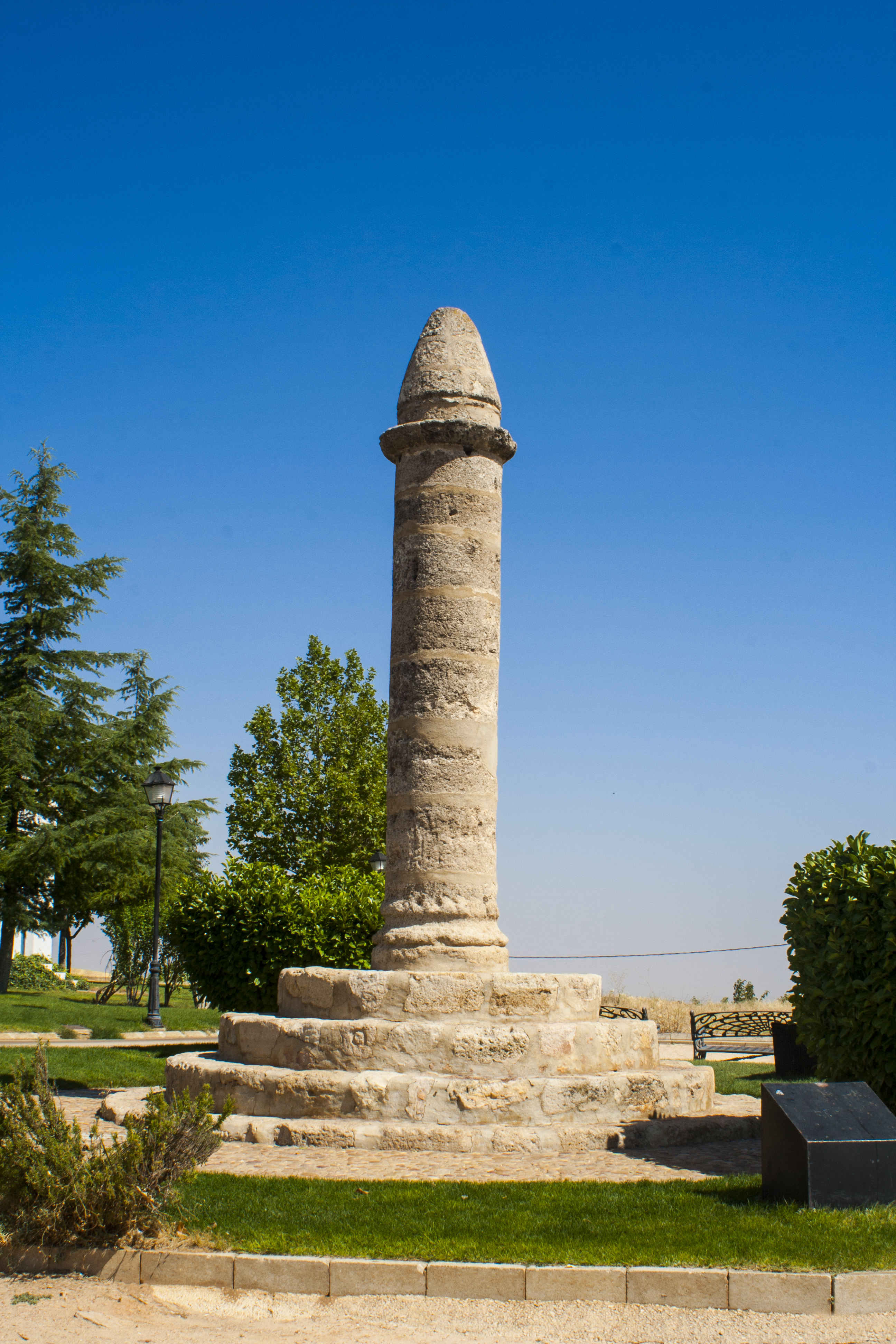
Picota de El Bonillo.

El 27 de noviembre de 1532 la emperatriz Isabel le concede facultad para sentenciar sus propias causas civiles, siempre que no excediesen de los 400 maravedíes. La misma emperatriz Isabel, el 11 de enero de 1534 le cedía la propiedad de la Dehesa Nueva. Posteriormente el emperador Carlos I le otorga el título de Villa por una carta privilegio dada en Barcelona el 12 de febrero de 1538: «Haciéndole merced a la Villa de El Bonillo de eximirla de la ciudad de Alcaraz donde era sujeta, y hacerla villa de sí y sobre sí y darle jurisdicción civil y criminal (...) Y os damos poder y entera facultad para que podáis poner y tener, y pongáis y tengáis horca y picota (...)». Esta picota es el rollopicota, hoy conocido como Rollo de San Cristóbal, donde se ajusticiaba y exponía a los reos a la vergüenza pública.
El 20 de junio de 1566 Felipe II ratificó la concesión otorgada por Carlos I, y le amplió la jurisdicción «(...) Se le amplíe y acreciente de nuevo dos terceras partes de dos leguas vulgares que hay de término desde la Villa de El Bonillo hasta el mojón de Villarrobledo que es junto a la ermita de Sotuélamos (...) y que la misma ampliación se le de a la redonda y contorno de la dicha Villa de El Bonillo».

## Geografía humana

### Demografía
Cuenta con una población de 2624 habitantes (INE 2024).
| Gráfica de evolución demográfica de El Bonillo entre 1842 y 2021                                                      |
| |
| Población de derecho según los censos de población del INE. Población de hecho según los censos de población del INE. |

| 1999 | 2000 | 2001 | 2002 | 2003 | 2004 | 2005 | 2006 | 2007 | 2008 | 2009 | 2010 | 2011 | 2012 | 2013 | 2014 | 2015 | 2016 | 2017 | 2018 | 2019 | 2020 |
| ---- | ---- | ---- | ---- | ---- | ---- | ---- | ---- | ---- | ---- | ---- | ---- | ---- | ---- | ---- | ---- | ---- | ---- | ---- | ---- | ---- | ---- |
| 3281 | 3260 | 3283 | 3280 | 3226 | 3193 | 3174 | 3164 | 3131 | 3085 | 3069 | 3052 | 3033 | 3012 | 2968 | 2956 | 2915 | 2889 | 2852 | 2837 | 2779 | 2723 |

### Economía
En 2008 fue inaugurada una planta de energía termosolar capaz de suministrar electricidad a 800 000 habitantes, más del doble de la población en 2017 de toda la provincia, así como varias plantas de energía solar, entre las que destaca la situada en la finca El Guijoso, de 2,5 MW de capacidad.
Posee en su término varios parques de energía eólica.
También es conocida la zona por sus bodegas: en la mencionada finca El Guijoso se encuentra una de las más singulares de España, ya que tiene el reconocimiento de D.O. Pago Guijoso:  Bodegas y Viñedos Familia Conesa, que pertenece a la Asociación de Turismo Enológico de Castilla-La Mancha y es foco de atracción turística. 
Otra bodega conocida en la zona es Finca Élez, que posee igualmente denominación de origen propia, D.O. Finca Élez y que cuenta también con rutas enológicas.
La caza es otra fuente importante de ingresos, ya que el término cuenta con varias fincas de caza menor.
Sigue siendo un pueblo eminentemente agrícola con una destacable actividad ganadera (ovina, caprina, avícola y porcina) y de la construcción.
Existe un incipiente «proyecto de dinamización turística» basado en: 
1.- La actividad cinegética.
2.- La posición geográfica, (Ubicación intermedia entre el parque natural de las Lagunas de Ruidera y la Sierra de Alcaraz).
3.- La producción artesanal de vino y queso, su difusión y puesta en valor.
4.- La conservación del pequeño casco antiguo de la Villa.
5.- La riqueza, calidad y amplitud del patrimonio gastronómico tradicional. (Alrededor de la actividad hostelera local).

## Patrimonio

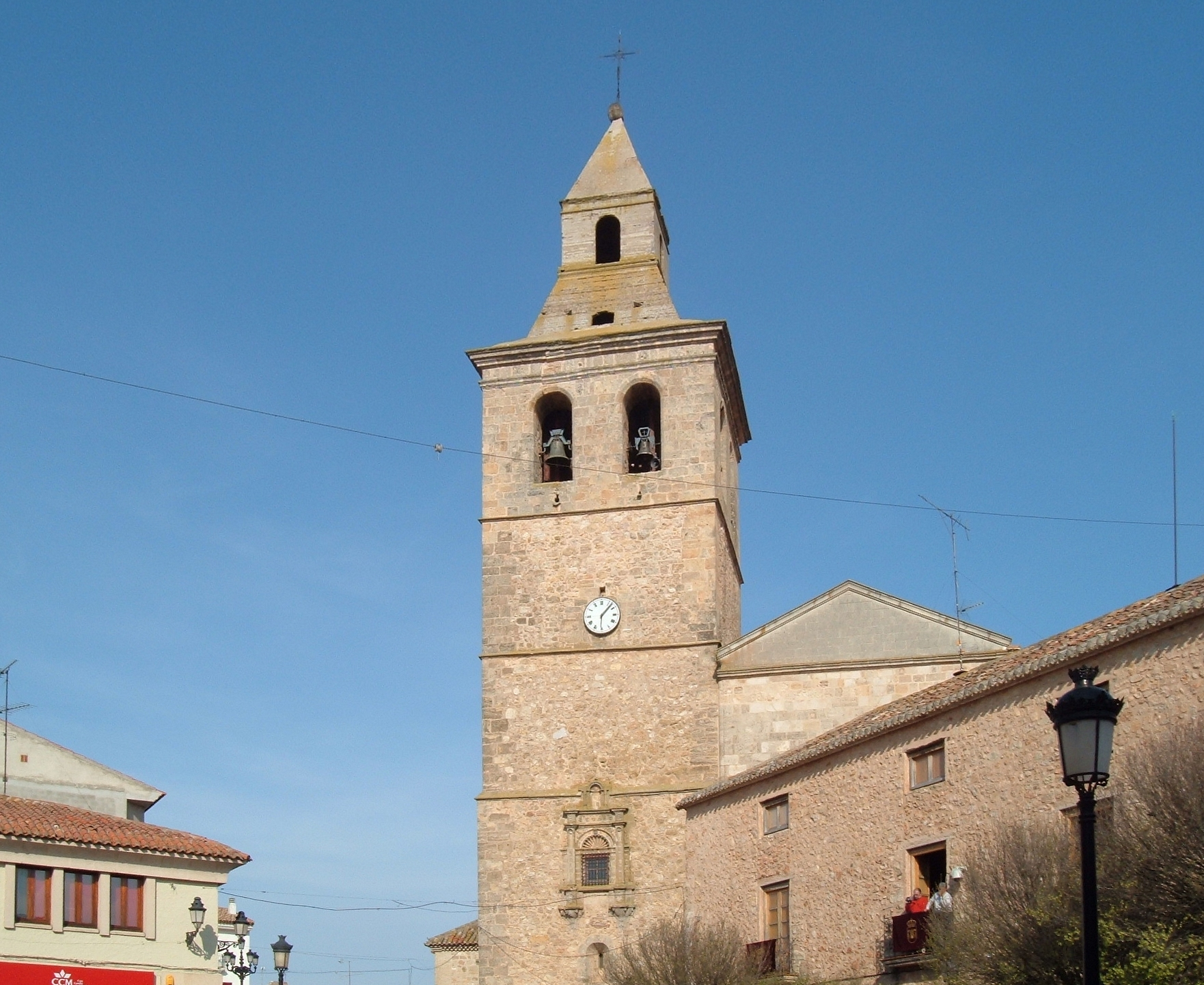
Torre de la iglesia parroquial de Santa Catalina.

Es interesante apuntar que el casco antiguo de la población mantiene una singular autenticidad cervantina en su estructura. (Calles estrechas y retorcidas, viviendas sin alturas, sus tejados romanos y sus encalados, sus enrejados de forja tradicional...etc).
Entre los monumentos destacar:
- Iglesia parroquial de Santa Catalina de estilo renacentista de los siglos XVI al XVIII. En su interior conserva una talla de La Dolorosa realizada por Salzillo. Está declarada como Bien de Interés Cultural desde el 22 de diciembre de 1992. Identificador del número otorgado por el Ministerio de Cultura de España: RI-51-0007359.[6]

- Museo parroquial, que alberga varios cuadros atribuidos a Ribera y su círculo: San Francisco de Paula y San Pedro, pero de los que por el momento se desconoce su autoría. El milagro del Cristo de Vicente López Portaña,  La Magdalena de Andrea Vaccaro y Cristo abrazado a la cruz del Greco. Recientemente se han encontrado varias tablas renacentistas atribuidas al pintor Juan de Borgoña

- El Rollo o picota monumento donde se sometía a los reos a la exposición pública, del siglo XVI. Está declarado como Bien de Interés Cultural desde el 14 de marzo de 1963.[7]

- Casa consistorial del siglo XVI, donde se guarda la carta del privilegio de villazgo concedido por Carlos I. Esta construcción de estilo renacentista consta de dos arquerías de piedra desiguales. La inferior consta de 4 arcos y la superior de 8.

## Fiestas
Sus fiestas más importantes son:
- El 4 de marzo, día del Santísimo Cristo de los Milagros, en el que se conmemora el milagro acaecido en casa de Antón Díaz en 1640, tal y como aparece en la inscripción que podemos leer en el cuadro del museo parroquial. En él podemos leer que dicho prodigio se manifestó cuando, estando Antón Díaz amasando pan en su artesa, vio que la cruz que le había traído un pariente de Tierra Santa comenzó a sudar. Este suceso se manifestó a lo largo de 17 días.

- El 1 de mayo, día en que se celebra la romería a Sotuélamos, donde la Virgen de Sotuélamos es llevada en procesión, haciendo su tradicional cruce del río, hasta su ermita, situada en dicha pedanía. Después se celebra una comida campestre en el parque de Sotúelamos y sus inmediaciones.

- La Feria anual, que se prolonga desde el 10 al 15 de agosto. En ella se puede disfrutar de festejos taurinos, actuaciones musicales, verbenas populares, etc.

- El 14 de septiembre, donde se vuelve a sacar en procesión al Santísimo Cristo de los Milagros para conmemorar el día de la Exaltación de la Cruz.

- La Semana Santa, con sus reconocidas bandas de tambores y cornetas, que fue declarada de Interés Turístico Regional en 2011.

También destacan sus carnavales que cada vez tienen más auge.
En los últimos años se viene celebrando una Feria de Tradiciones, a finales de junio, en la que tienen lugar diversos actos como: comida popular, celebración de las bodas de oro de los matrimonios de la localidad y mercadillo con productos tradicionales, entre otras actividades.
El Certamen de Bandas y Cornetas (iniciado en el año 2004) se celebra el fin de semana anterior al inicio de la Semana Santa y en él actúan las bandas de la localidad y las invitadas por la organización.

## Campo de golf

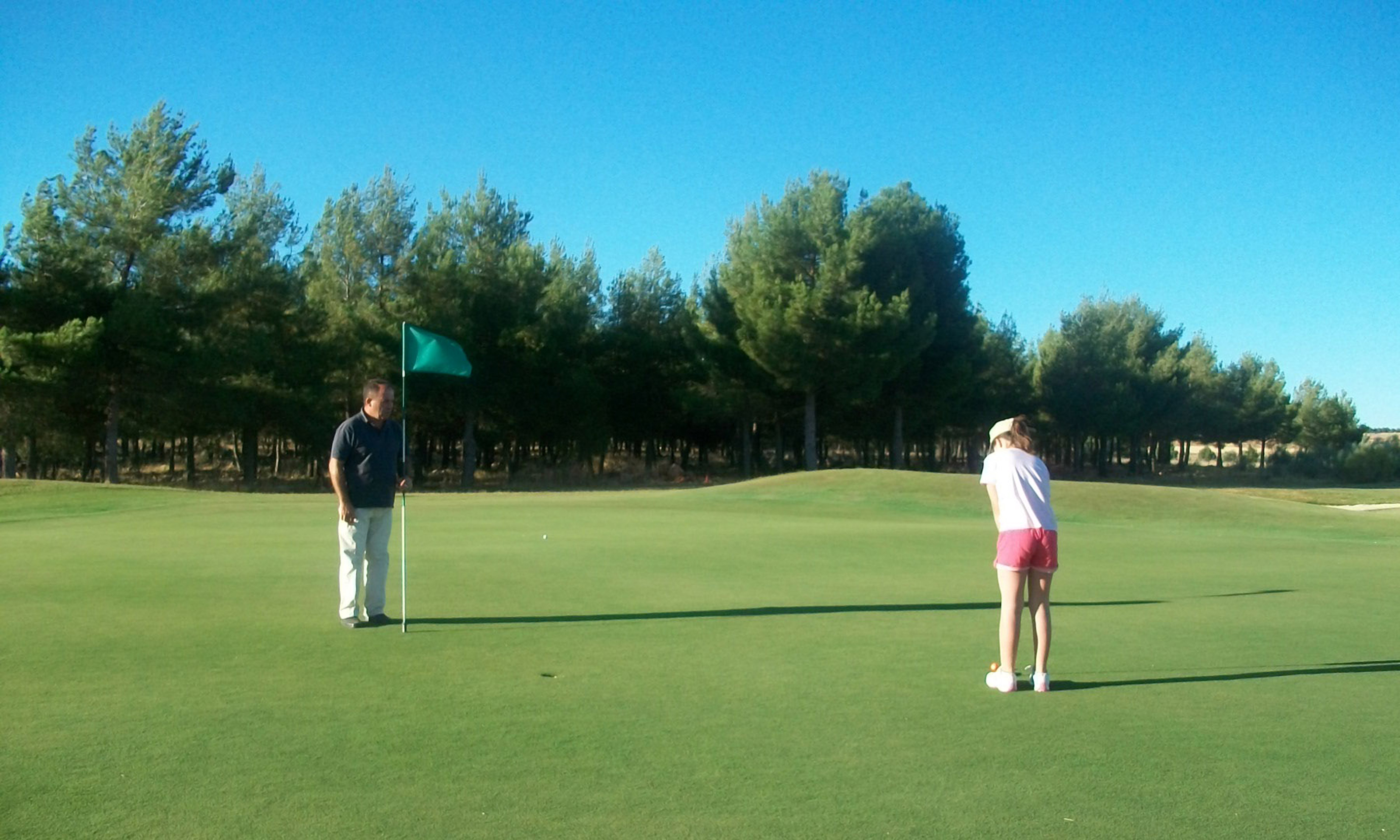
Juego en el green del hoyo 6

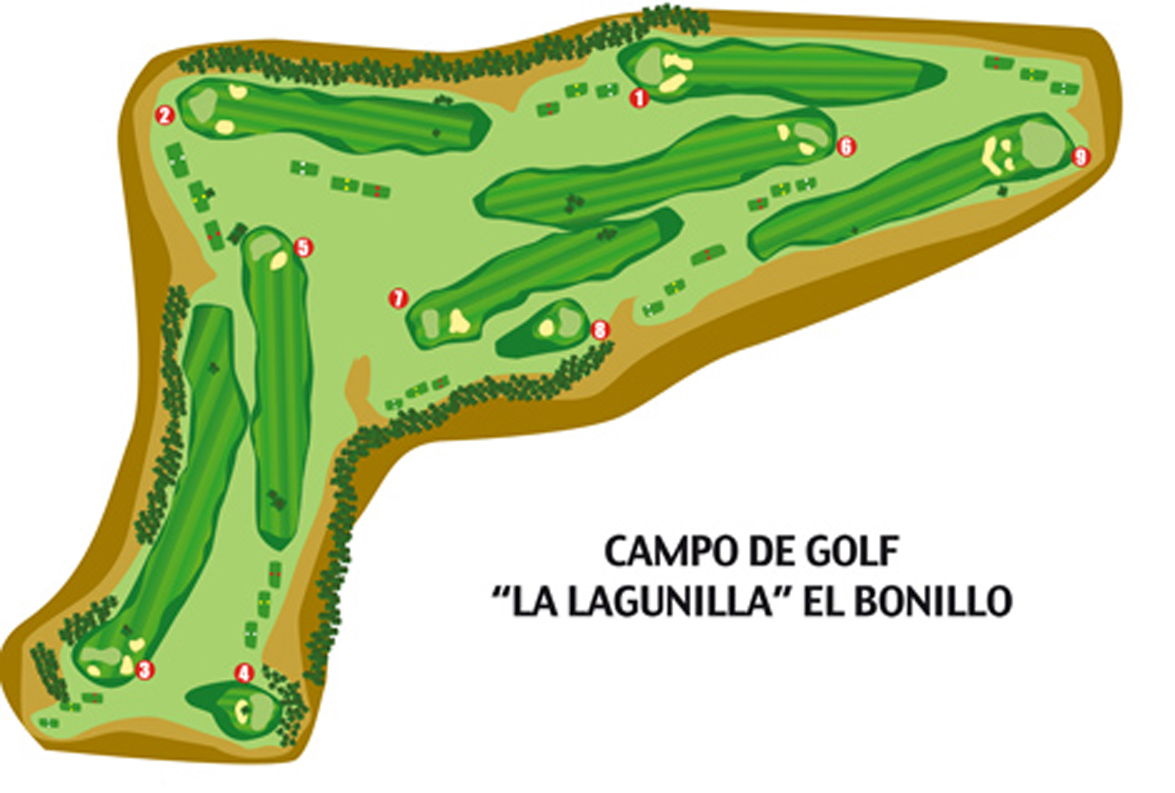
Trazado del campo

Actualmente existe un campo de golf en las inmediaciones de El Bonillo donde se puede practicar este deporte.
El Campo de Golf La Lagunilla de El Bonillo es un campo de golf de 9 hoyos de reciente construcción, que fue inaugurado en junio de 2009. Es el primer campo de la provincia de Albacete y el único público de Castilla-La Mancha.
Está situado en el paraje La Lagunilla, en la carretera que va al Parque natural de las Lagunas de Ruidera. Cuenta con una cancha de prácticas, y mantiene un calendario anual de aproximadamente 20 torneos. Está homologado por la Real Federación Española de Golf.